# بتی کانترل
بتی کانترل (به انگلیسی: Betty Cantrell) (زاده ۱ سپتامبر ۱۹۹۴) مدل و ملکه زیبایی اهل آمریکا است.
او در سال ۲۰۱۵ به نمایندگی از جورجیا برنده دوشیزه آمریکا شد.